# 伦敦帝国学院
伦敦帝国学院（英語：Imperial College London，亦稱帝國理工學院），全名為帝國科學、技術與醫學學院（Imperial College of Science, Technology and Medicine），是一所位於英國倫敦的公立研究型大學。1907年，帝國學院根據皇家憲章成立，曾為倫敦大學聯邦的成員，並於2007年7月9日其百週年紀念日時成為一所獨立的大學。
帝國學院的本部校園位於倫敦市中心的南肯辛頓，另設查林十字、切爾西和威斯敏斯特、哈默史密斯、西北、皇家布朗普頓、帕丁頓、西爾伍德公園、聖瑪麗及懷特城校區，是英國金三角名校和G5超級精英大學的一員。
帝國學院專注於理工、商學和醫學，因入學門檻極高為全英最難入讀的學府之一。倫敦帝國學院在QS世界大學排名、泰晤士高等教育世界大學排名、世界大學學術排名和U.S. News世界大學排名中長年位居全球前十、英國前三。截止2020年10月，伦敦帝国学院的校友、教授、研究人员中，共有14位诺贝尔奖得主、3位菲尔兹奖得主、1位图灵奖得主。

## 历史
在英國，儘管倫敦帝國理工學院的歷史比牛津大學及劍橋大學要短，但從建立之初起，它便憑藉濃厚的皇家背景和雄厚的經費實力很快躋身世界頂級名校之列。帝国理工於1907年由维多利亚女王和阿尔伯特亲王在1845年建立的皇家科学学院（Royal College of Science）、帝國研究院（The Imperial Institute）、皇家矿业学院（Royal school of mines）和伦敦城市与行会学院（City and Guilds of London Institute）合并组成，尽管这三所学院仍然在宪制上保留着自己的实体，帝国学院在1907年七月获得了皇家特许状，成为一所具備完全自主權和獨立大學地位的高教研究機構，倫敦帝國學院以認可機構的身份加入倫敦大學聯邦。
随后，圣玛丽医院医学院（1988），国家心脏和肺学会（1995），查令十字和西敏寺学校（Charing Cross and Westminster schools，1997）先后并入帝国理工，组成医学院，作为帝国学院的第四个宪制学院。1997年，帝国理工医学院兼并了皇家研究生医学院，皇家妇产科学会，2000年又兼并了肯尼迪风湿病学学会。
同样是2000年，帝国理工又兼并了并不是十分知名的崴学院（Wye College）作为它的一个分校区，主要研究环境科学。人们认为帝国学院的目的主要是获得崴学院所拥有的大量土地，帝国学院于2005年12月6日宣布崴校区吸引了10亿英镑的投资，将被建成一个世界级能容纳12500人的生物燃料研究中心。
2002年，维持了几十年的宪制学院系统被废除，而采用了新的院系制度。
2002年，帝国理工和倫敦大學學院商討合併，但在倫敦大學學院員工及學生反對下，計劃於一個月後中止了。
2005年底，学院宣布将合并物理科学院（Faculty of Physical Sciences）和生命科学院（Faculty of Life Sciences）组成新的自然科学院（Faculty of Natural Sciences）。
2005年12月9日，学院宣布脫離伦敦大学聯邦的計畫，并正式开始与伦敦大学磋商相关事宜，並於2007年（該學院成立100週年之際）正式退出。
2011 年 4 月，帝国理工学院和伦敦国王学院作为合作伙伴加入了英国医学研究与创新中心，为该项目各承诺了 4000 万英镑。该中心后来更名为弗朗西斯·克里克研究所，并于 2016 年 11 月 9 日开放。它是欧洲最大的单一生物医学实验室。随着创新中心的启动，学院于 2016 年开始迁入新的白城校区。随后，伦敦市长Sadiq Khan于 2019年正式宣布开设了化学系分子科学研究中心。

## 校园和校区

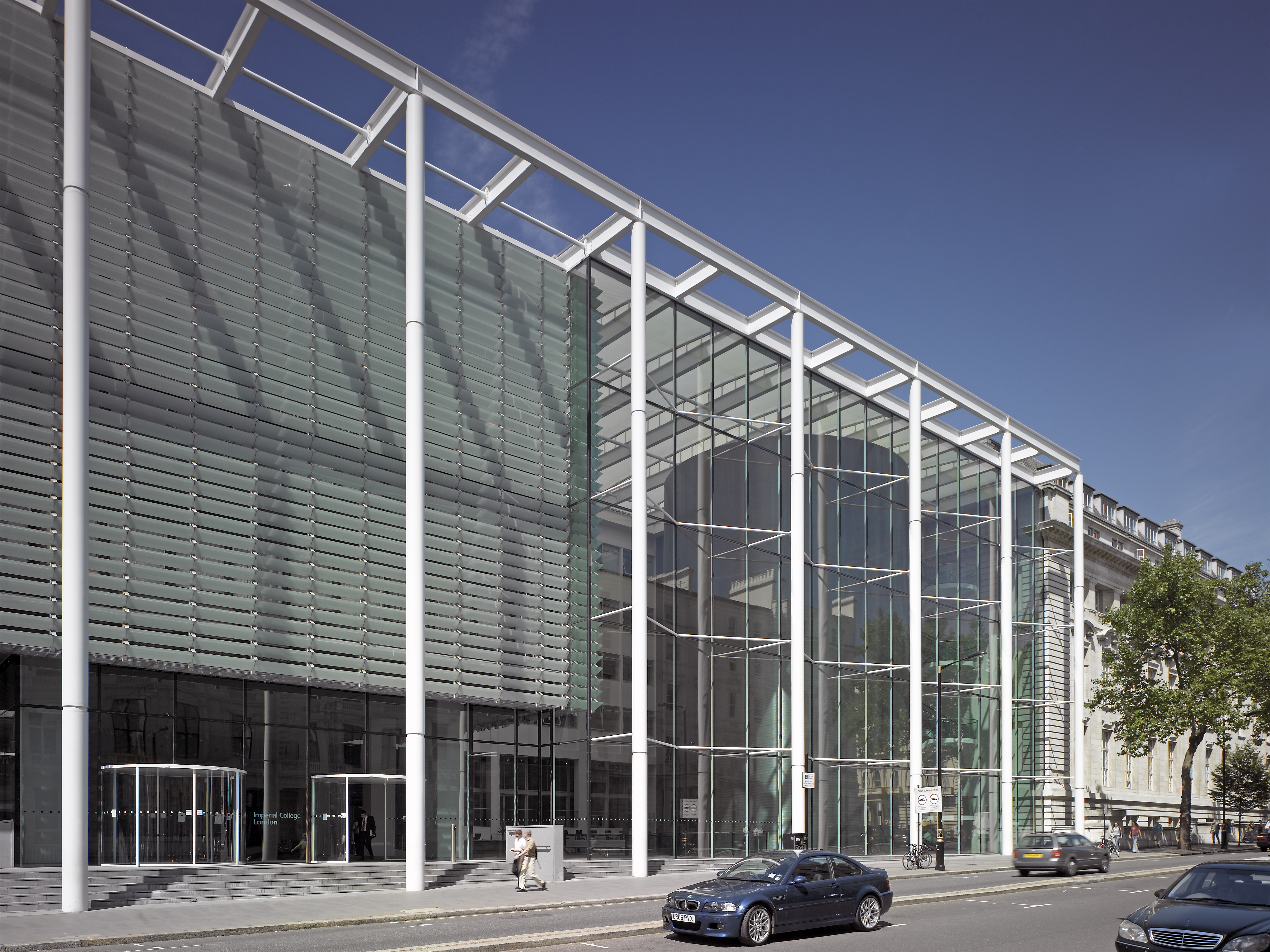
南肯辛顿校区正门

帝国理工是一个开放式的大学，由众多分散的校区组成，但大部分院系还是在南肯辛顿校区，位于伦敦海德公园南边和皇家阿爾伯特音樂廳旁，在伦敦的西敏市和肯辛頓和切爾西區交界处，一个学术机构密集的区域。倫敦自然历史博物馆，伦敦科学博物馆，维多利亚和阿尔伯特博物馆，皇家艺术学院，皇家音乐学院以及皇家地理學會都在附近。还有两个较大的校区并不在伦敦，分別是伯克郡的絲木園校区在和在伦敦东部60英里的崴校区（Wye Campus）。
南肯辛顿校区中央的女王塔，是校園裡的標誌性建築。塔高287英尺（87米），是從前帝國研究院唯一保留下來的建築物。它原來是一座大樓的一部分，塔內還有以前設置水缸的大堂。在1960年代，帝國研究院拆卸，帝國學院在研究院的原址擴建。1966至1968年，塔進行改建，成為一座獨立的建築物。塔裡面懸掛著10口大鐘，是1982年來自澳大利亚的禮物，以英國王室成員的名字命名。每有重要的王室成員生日或其他王室紀念日，大鐘都會在下午打響。
所有的院系都有自己的图书馆，学院在南肯辛顿校区还有一个中心图书馆，其中包含了科学博物馆的图书馆，面向登记的公众开放。中心图书馆，每天24小时开放。
2000年，校友加里·田中捐赠两千七百万英镑帮助建立了一幢新的商学院大楼，被命名为田中商学院，2008年更名为帝国商学院。

## 院系设置

### 工學院（页面存档备份，存于）
- 航空航天系 （页面存档备份，存于）
- 生物工程系 （页面存档备份，存于）
- 土木与环境工程系 （页面存档备份，存于）
- 化学工程系 （页面存档备份，存于）
- 计算机系 （页面存档备份，存于）
- Dyson设计工程学校 （页面存档备份，存于）
- 地球科学和工程学系 （页面存档备份，存于）
- 电气与电子工程系 （页面存档备份，存于）
- 材料科学和工程系 （页面存档备份，存于）
- 机械工程系 （页面存档备份，存于）

### 医学院（页面存档备份，存于）
- 临床科学学会 （页面存档备份，存于）
- 医学系 （页面存档备份，存于）
- 国家心脏和肺学会 （页面存档备份，存于）
- 公共衛生系（學院） （页面存档备份，存于）
- 外科与肿瘤学系 （页面存档备份，存于）
- 李光前医学院伦敦办事处 （页面存档备份，存于）
- 帝国学院学术健康科研中心 （页面存档备份，存于）
- 帝国学院国家卫生服务信托 （页面存档备份，存于）

### 自然科学院（页面存档备份，存于）
- 化学系 （页面存档备份，存于）
- 生命科学系 （页面存档备份，存于）
- 数学系 （页面存档备份，存于）
- 物理系 （页面存档备份，存于）
- 环境政策中心 （页面存档备份，存于）

### 商学院（页面存档备份，存于）
- 金融系 （页面存档备份，存于）
- 创新与创业（企业家）系 （页面存档备份，存于）
- （工商）管理系 （页面存档备份，存于）

### 其他学术单位
- 数据科学学会 （页面存档备份，存于）
- 未来能源实验室 （页面存档备份，存于）
- 全球健康创新学会 （页面存档备份，存于）
- Grantham学会——气候变化与环境(研究) （页面存档备份，存于）
- 安全（系统）科学和技术学会 （页面存档备份，存于）
- 职业发展学校 （页面存档备份，存于）
  - 学术英语中心 （页面存档备份，存于）
  - 业余课程（Co-Curricular）中心 （页面存档备份，存于）
  - 教育发展中心 （页面存档备份，存于）

## 校友
- 翁文波：中国地球物理学主要奠基人。
- 高錕爵士，大紫荊勳賢，KBE：光纖之父，前香港中文大學校長，美國國家工程院院士，英國皇家工程科學院院士。
- 黄纬禄: 两弹一星元勋，自动控制和导弹技术专家, 中国导弹与航天技术的主要开拓者之一，与钱学森、屠守锷、任新民、梁守槃等共5位专家获“中国航天事业五十年最高荣誉奖”。
- 王大珩：两弹一星元勋，光学专家，中国科学院院士，中国工程院院士。
- 姚桐斌：两弹一星元勋，导弹和航天材料与工艺技术专家，中国导弹与航天材料、工艺技术研究所的主要创建者、领导者。
- 沈元：中国科学院院士，著名空气动力学家，北京航空航天大学创建人之一。
- 陈吉宁：中国环境科学家、政治人物，现任中国共产党中央政治局委员、上海市委书记。曾任清华大学党委副书记、校长，中华人民共和国环境保护部部长、党组书记，北京市委副书记、市长。
- 李天庆：前澳門大學校長。
- 王钦敏: 现任中华全国工商业联合会主席，中国人民政治协商会议第十二届全国委员会常务委员、副主席。
- 矫勇：中华人民共和国水利部党组副书记、副部长。
- 张维：中国科学院院士，中国工程院院士。
- 谭铁牛：中国图像处理、计算机视觉和模式识别专家，政治人物，中国科学院院士、英国皇家工程院外籍院士（英语：List of International Fellows of the Royal Academy of Engineering），现任南京大学党委书记。历任中国科学院自动化所模式识别国家重点实验室主任、自动化所所长、中科院副秘书长、中科院副院长、中央人民政府驻香港特别行政区联络办公室副主任。
- 杨文采: 地球物理学家，中国大陆科学钻探主要参与者, 中国科学院院士。
- 黄玉珊：航空教育家和结构分析专家。
- 涂长望：气象学家，中国科学院院士。
- 温诗铸：机械学专家，中国科学院院士。
- 赵天从：冶金学家，中国现代锑冶金事业的开拓者。撰写了《锑》和《锑冶金》等名著。
- 梁百先: 空间物理学家, 中国电离层电波传播与空间物理研究领域开拓者与奠基人之一。其著作有：《电学》、《电磁学》等。
- 邵象华: 金属学家和冶金工程师, 中国科学院院士，中国工程院院士。
- 林超英，SBS：香港天文台前台長，皇家氣象學會榮譽會士，特許氣象學家，氣象物理學碩士
- 王文洋：宏仁集团（Grace T.H.W Group）总裁。
- 王泉仁：王文洋長子，泉創生醫執行長。
- 雷頌德：香港著名流行曲創作人。
- 張介英 - 台灣年代新聞臺與東風衛視主播，暢銷作家，TOEIC滿分與IELTS紀錄保持人。
- 宣萱：香港著名电视女艺人。
- 郭子豪：香港著名电视男艺人。
- 李治廷：香港男歌手，演員。
- 郭炳湘，郭炳江兄弟：香港著名商人，财富仅次于李嘉诚。
- 呂譚平：中國聯想Lenovo香港總經理，聯想创建人之一。
- HOPKINS, Sir Frederick Gowland：诺贝尔生理学或医学奖得主。
- 拉吉夫·甘地：印度总理
- 祖基菲里阿末：前马来西亚卫生部长。
- T·H·赫胥黎：科学家和作家。
- Branislav Ivkovic：政治家。
- 布赖恩·梅（Brian May）：皇后樂團（Queen）成员。
- W. H. Perkin：苯胺染料的发现者。
- Trevor Phillips：记者和政治家。
- 西蒙·辛格（Simon Singh）：大众科学作家。
- 赫伯特·乔治·威尔斯（H. G. Wells）：科幻作家。
- 黃士修：台灣核能流言終結者創辦人與以核養綠公投領銜人

### 教职员
- Leonard Mandel（物理学家，量子光学创始人）
- 高錕爵士，大紫荊勳賢，KBE (Charles Kao)（工程师，光纤发明者）

### 诺贝尔奖得主
- 诺贝尔物理学奖
  - 1937年 	THOMSON, Sir George Paget
  - 1948年 	BLACKETT, Lord Patrick Maynard Stuart
  - 1971年 	GABOR, Dennis
  - 1979年 	SALAM, Abdus
- 诺贝尔化学奖
  - 1937年 	HAWORTH, Sir Walter Norman
  - 1956年 	HINSHELWOOD, Sir Cyril Norman
  - 1967年 	PORTER, Sir George
  - 1969年 	BARTON, Sir Derek
  - 1973年 	WILKINSON, Sir Geoffrey
- 诺贝尔生理学或医学奖
  - 1929年    HOPKINS, Sir Frederick Gowland
  - 1945年 	FLEMING, Sir Alexander（青霉素的发现者之一）
  - 1945年 	CHAIN, Sir Ernst Boris
  - 1963年 	HUXLEY, Sir Andrew Fielding
  - 1972年 	PORTER, Rodney Robert

### 费尔兹奖得主
- 1958年 	ROTH, Klaus
- 1986年 	西蒙·唐纳森（现任教员）

## 資料來源

伦敦帝国学院原標誌

1. ↑  . Imperial College London.   [5 June 2019]. （原始内容存档于2020-10-27）.
2. 1 2  PJGILL. .   [2014-09-30]. （原始内容存档于2013-09-21） （英语）.
3. 1 2   (PDF). Imperial College London（倫敦帝國學院）.   [2015-01-01]. （原始内容 (PDF)存档于2014-12-31） （英语）.
4. ↑  . Imperial College London（倫敦帝國學院）.   [2022-08-01]. （原始内容存档于2022-12-08） （英语）.
5. 1 2 3  . Higher Education Statistics Agency.   [2020-03-01].
6. ↑  . get-information-schools.service.gov.uk.   [2025-01-22]. （原始内容存档于2025-02-24） （英语）.
7. ↑  . London.ac.uk.   [2011-06-16]. （原始内容存档于2011-05-22） （英语）.
8. ↑  . the Guardian.   [2014-09-30]. （原始内容存档于2020-12-13） （英语）.
9. ↑  .   [2023-03-16]. （原始内容存档于2023-06-07）.
10. ↑  . Times Higher Education（《泰晤士高等教育》）. 11-02-2010  [02-09-2010]. （原始内容存档于2012-12-02） （英语）.
11. ↑  Frean, Alexandra. . The Times (London). 04-06-2008  [11-01-2010]. （原始内容存档于2011-07-16）.
12. 1 2 3  . Shanghai Ranking Consultancy. 2023  [2023-09-11].
13. 1 2 3  . Quacquarelli Symonds Limited. 2024  [2024-06-27].
14. 1 2 3  . Times Higher Education. 2024  [2024-06-27].
15. 1 2 3  . US. News and World Report. 2023  [2024-06-27].
16. ↑  . The Complete University Guide. 2023-06-07.
17. ↑  . The Guardian. 2023-09-09.
18. ↑  . The Times. 2022-09-17.

## 附註
1. ↑  因涉及殖民主义，2020年6月5日起从徽章中移除，但是帝国理工其实没有權力更改校徽，只有英王才有权更改，因此帝国理工只是尽量不在使用旧校徽[1]。
2. ↑  每個大學對計算這個數字都有著不同的原則，比如有些大學並不計算那些在得獎後才到有關院校的人士，而有些大學則仍將其計算在內；有些亦不計算在校任教不足1年的教職員，但其他的卻仍視其為與該校有聯繫的得獎主。這裡顯示的數字為在統一採用了最廣闊的算法後所得出的結果。詳細人物列表請見各大學諾貝爾獎得主列表。

## 外部連結
- 帝国理工的网站* 帝国理工商学院的网站（页面存档备份，存于）
- 帝国理工学生联合会 （页面存档备份，存于）
- STOIC （页面存档备份，存于）－帝国理工学生电视台
- IC Radio （页面存档备份，存于）－帝国理工学生广播电台
- Felix （页面存档备份，存于）－帝国理工校报
- 学校关键数据 （页面存档备份，存于）
- 帝国理工中国学生学者联合会研究生分会 （页面存档备份，存于）